# Il nostro concerto
Il nostro concerto è un brano musicale del cantautore Umberto Bindi scritto con le parole di Giorgio Calabrese, pubblicato sul 45 giri Il nostro concerto/Un giorno, un mese, un anno dalla casa discografica Dischi Ricordi nel 1960.

## Successo e classifiche
Il nostro concerto mette a frutto gli studi classici di Bindi in un'introduzione strumentale lunga più di 70 secondi, il brano raggiunse la prima posizione in classifica e la mantenne per 10 settimane.
Ѐ stata inserita nella lista delle 200 migliori canzoni italiane secondo Rolling Stone (61º posto).

## Cover
- 1960 - Jolanda Rossin, singolo (Maryland Record, C 3036); compilation del 1959 5 dischi della Nuova Enigmistica Tascabile (Nuova Enigmistica Tascabile, B 0002)
- 1960 - Colette Deréal, EP in francese Notre Concerto, testo di Jean Broussolle (Polydor – 21 760); album del 1967 Colette Deréal (Polydor – 657 041)
- 1960 - The Di Mara Sisters, album Italy - Vol. 2 (Roulette Records – SR 25134)
- 1960 - Don Marino Barreto Junior nell'album Altagracia (Philips – P 08517 L)
- 1960 - Umberto Marcato, singolo (Karusell – KFF 332)
- 1960 - Fausto Papetti, EP (Durium – epM 3237); album Verano Violento (Music Hall – 2166)
- 1960 - Rudi Lang and The Royal Belgian Strings Our Concerto (Barclay – 62925)
- 1960 - Peppino Di Capri e i suoi Rockers, singolo (Carisch – VCA 26120); album del 1990 Luna caprese (Replay Music – RMK 2014)
- 1960 - José Guardiola, EP in spagnolo Nuestro concierto, testo di C. Mapel (La Voz de Su Amo – 7EPL 13.548); album del 1997 Los Ep's originales (EMI-Odeon – 724385617027)
- 1960 - Gino Latilla con Vocal Comet e i Mistici (Cetra – SP 802)
- 1960 - Luciano Sangiorgi, singolo (Durium – EP AI 3247); album Serie ballabili N. 2 (Durium – ms AI 77052)
- 1960 - Pino Calvi, singolo (Columbia Records – SCMQ 1369); album del 1961 Pino Calvi pianoforte e orchestra (Columbia Records – 33QPX 8020)
- 1960 - Tino Rossi (Columbia Records – ESVF 1047)
- 1960 - Bruno Stella's Italienska Showorkester, EP (Jöns – 6005)
- 1960 - Sven Lilja, EP in svedese dal titolo Mitt Hjärta Sjöng, testo di Karin Wollgast, (Jöns – 6012)
- 1960 - Denise Varène, EP in francese Notre Concerto, testo di Jean Broussolle (Disques Vogue – EPL 7808); compilation Super Collection Kangourou – N°7 - Super Surprise-partie Kangourou Dynamite (Disques Vogue – SCK. 07-30)
- 1960 - Mathé Altéry, EP in francese Notre Concerto, testo di Jean Broussolle (Pathé – EG 536)
- 1960 - Gino Rotigliano e l'Orchestra da Ballo "Eros" (Italfon – SPU. 43)
- 1960 - Bertil Johnsson, EP in svedese dal titolo Mitt Hjärta Sjöng, testo di Karin Wollgast, (Polydor – EPH 10778)
- 1960 - Jimmy Fontana, EP (Belter – 50.374); album del 1996 Arrivederci (Replay Music Special – RSCD 8014)
- 1960 - Towa Carson, in svedese dal titolo Mitt Hjärta Sjöng, testo di Karin Wollgast, (RCA Records – FAS 626)
- 1960 - Ralf Bendix, singolo in tedesco intitolato Schau Dich Nicht Um, testo di Kurt Felz (Electrola – E 21 660)
- 1960 - Dario Moreno, singolo in francese Notre Concerto, testo di Jean Broussolle (Fontana Records – 261.182 MF); album Amicalement (Fontana Records – 660 247 MR)
- 1960 - Ray Salsone con Felice Colasso e il suo complesso, EP (RCA Camden – ECP - 63); compilation Veliki Talijanski Uspjesi (Jugoton – LPRC-V-238)
- 1960 - Bob Azzam Orchestra, EP in francese Notre Concerto, testo di Jean Broussolle (Disques Festival – FX 45 1238 M); album Boum chez Bob (Disques Festival – FLD 254 S)
- 1960 - Al Martino, singolo in inglese Our Concerto, testo di Hal David (Ember Records International – EMB S119); album del 1965 Al Martino Sings (20th Century Fox Records – TFM 3168)
- 1961 - Jacques Delrive Orchestra, EP in spagnolo Nuestro Concierto (Arlequin – 1052)
- 1961 - Quartetto Mondadori nell'album omonimo (RCA Camden – LCP-65)
- 1961 - Dario Campeotto, singolo in danese Du Er Min Kærlighed, testo di Erik Thernow (Sonet – T 8102); album del 1983 Danske Stjerner (Tono – TLP 10507)
- 1961 - Mr. Trumpet Cha Cha Orchestra e Cori, in francese Notre Concerto, testo di Jean Broussolle nell'album Judokadanse - Ceinture Dorée (Vega – V 35 SP 832)
- 1961 - Helmut Zacharias y sus "Violines Mágicos", EP (Polydor – 20 686 EPH); album A Violin Sings (Polydor – 46 361 SLPHM)
- 1961 - Michel Dary, singolo in francese Notre Concerto, testo di Jean Broussolle (Apex Francais – 13207); album del 1963 La Voix Ensoleillée de Michel Dary (Carnaval – C-455)
- 1961 - "Hacke" Björksten, EP (Cupol – CEP 296)
- 1962 - Orosz János e M.H.V. Vonóstánczenekara, EP (Qualiton – EP 7182)
- 1962 - Johnny Trumpet, EP (Pacific – 90 433)
- 1962 - Gabi Novak con Vokalni Ansambl Predraga Ivanovića e Oktet Stipice Kalogjere, EP in croato Naš Koncert, testo di Dragutin Britvić e S. Kalojera (PGP RTB – EP 50150); album del 2021 Diskobiografija Vol. 2 (Croatia Records – 6CD 6097104)
- 1964 - The Gaylords, EP (Time Records – 215 002); album Bella Italia (Time Records – 52127)
- 1971 - Paola Musiani, singolo (Bentler – BE/NP 5079); album Dedicato a Paola (Bentler – BE/LP 1029)
- 1985 - Kiwi, singolo (CBS – CBS A 6179); compilation del 1990 Italo-Totalo Smashes in Music 1990 - Vol. III (Fantom – F:0077)
- 1997 - Claudio Baglioni e Orietta Berti nell'album Anime in gioco
- 2007 - Morgan nell'album Da A ad A (versione iTunes).
- 2008 - Morgan nell'album live È successo a Morgan
- 2012 - Giuni Russo nell'album Para siempre
- 2012 - Gino Paoli e Danilo Rea nell'album collaborativo Due come noi che...
- 2020 - Donatella Moretti nell'album 2020 (Interbeat – INTLP 01-19)
- xxxx - Rudy Ronson, singolo (Microstar – F - 113)
- xxxx - Lidia Lydi con Nando Moretti e il suo complesso, singolo (Music-Hall – 1094)
- xxxx - Gerard Engelsma, singolo (Philips – 318 681 PF)
- 2022 - Renato Zero con Claudio Baglioni in Concerto al Circo Massimo
- 2023 - Al Bano, Gianni Morandi e Massimo Ranieri al Festival di Sanremo[1]